# (7381) Mamontov
(7381) Mamontov (1981 RG5) – planetoida z pasa głównego asteroid okrążająca Słońce w ciągu 3,63 lat w średniej odległości 2,36 j.a. Odkryta 8 września 1981 roku.